# Grandi Laghi (Africa)
I Grandi Laghi africani sono una serie di laghi nella parte meridionale della Rift Valley. Tra essi vi è anche il lago Vittoria, il terzo lago più grande del mondo.
I grandi laghi sono:
- Lago Tanganica
- Lago Vittoria
- Lago Alberto
- Lago Edoardo
- Lago Kivu
- Lago Malawi

I laghi Vittoria, Alberto e Edoardo alimentano le acque del Nilo bianco, invece le acque dei laghi Tanganica e Kivu si riversano nel fiume Congo.

## La regione dei Grandi Laghi
Con il termine Grandi Laghi si indica anche la regione in cui essi si trovano. Questa regione comprende gli stati: 
- Ruanda
- Burundi
- Uganda
- Repubblica Democratica del Congo
- Tanzania
- Kenya

È una delle aree più densamente popolate del mondo, con una popolazione stimata di 107 milioni di persone. Un'antica attività vulcanica, ora estinta, ha reso queste terre molto fertili, e quindi adatte alla coltivazione ed alla pastorizia. In più la sua altitudine porta ad un clima piuttosto temperato, a dispetto della sua latitudine equatoriale. Questo ha fatto sì che la zona rimanesse fuori dalla miseria, permettendo la diffusione dell'uso del bestiame, specialmente di bovini e caprini.
Gli europei sono stati storicamente interessati a questa regione, in quanto per lungo tempo hanno cercato di raggiungere la sorgente del fiume Nilo. I primi europei a raggiungere la regione furono dei missionari, che tuttavia ebbero scarso successo nel convertire le popolazioni locali. Essi però aprirono la strada alla colonizzazione. I contatti con popolazioni estranee hanno portato a devastanti epidemie che hanno colpito sia gli uomini che gli animali da pascolo, e che, in alcune aree, hanno portato a una diminuzione della popolazione anche del 60%. Solo a partire dagli anni cinquanta del XX secolo la popolazione è tornata ai livelli del periodo precoloniale.
Sebbene vista come una regione dal grande potenziale economico, negli anni recenti è stata scenario di guerre civili e immense violenze, che hanno fatto cadere la zona, con le sostanziali eccezioni di Kenya e Tanzania, in una grande povertà.